# Erik Palladino
Erik Palladino ficou mais conhecido pelo seu papel em ER como o Dr. Dave Malucci e pela participação na mini-série da HBO Over There como o sargento Chris Silas. Teve uma banda de rock alternativo com seu irmão.

## Televisão
Participou de inúmeros seriados como Numb3rs, CSI, Criminal Minds, Joan of Arcadia, Law & Order: Special Victims Unit e White Collar.